# Glendree Bog SAC
Glendree Bog SAC este o arie protejată (arie specială de conservare — SAC, sit de importanță comunitară — SCI) din Irlanda întinsă pe o suprafață de 340,71 ha, integral pe uscat.

## Localizare
Centrul sitului Glendree Bog SAC este situat la coordonatele 52°56′39″N 8°43′58″W / 52.944088°N 8.73274°V.

## Înființare
Situl Glendree Bog SAC a fost declarat sit de importanță comunitară în noiembrie 1997 pentru a proteja 1 specie de animale. Situl a fost protejat și ca arie specială de conservare în decembrie 2019.

## Biodiversitate
Situată în ecoregiunea atlantică, aria protejată conține 1 habitat natural: Turbării de acoperire (* exclusiv pentru turbării active).
La baza desemnării sitului se află o specie protejată de  păsări: Anser albifrons flavirostris.
Pe lângă speciile protejate, pe teritoriul sitului au mai fost identificate 1 specie de păsări, 1 specie de amfibieni, 1 specie de mamifere, 1 specie de reptile.